# فردریک ویلمس
فردریک ویلمس (انگلیسی: Frederik Willems؛ زادهٔ ۸ سپتامبر ۱۹۷۹) دوچرخه‌سوار اهل بلژیک است.
از باشگاه‌هایی که در آن بازی کرده‌است می‌توان به اسپورت فلاندر-بالوزه، لیکویگاس، تیم کوئیک‌استپ فلورز، و تیم لوتو–سودال اشاره کرد.